# アラクニド
『アラクニド -ARACHNID-』は、原作：村田真哉、作画：いふじシンセンによる日本の漫画作品。『月刊ガンガンJOKER』（スクウェア・エニックス）2009年12月号から2016年1月号まで連載された。
『ヤングガンガン』（同社）2012年6号より匣咲いすか作画によるスピンオフ作品『キャタピラー -CATERPILLAR-』が連載開始。2013年4月に匣咲いすかが27歳の若さで死去し、本人も意欲的に作品作りに取り組んでいた矢先の出来事だったが、それに伴い連載中止となっていた。2013年5月2日発売のヤングガンガン10号に、「キャタピラー」原作者の村田真哉によるコメントが掲載。その後、速水時貞を作画担当として2014年3号より第25話から再開され、2018年9号まで連載された。
『月刊ガンガンJOKER』（同社）2020年2月号より速水時貞作画による続編『ブラトデア -BLATTODEA-』が連載開始。

## ストーリー

### アラクニド -ARACHNID-
母に先立たれた高校生・藤井有栖は、彼女を引き取った叔父・義雄の家庭内暴力と、学校でのいじめにより精神的に悩まされていた。しかしある日、殺し屋・蜘蛛が来訪し叔父を殺害したことにより、彼女の日常が急変する。蜘蛛は有栖が自分と同じ先天性集中力過剰 (CEC) の持ち主であることを見抜き、肉親を殺されて居場所を失った彼女を、自分たち殺し屋の所属する「組織」へと招き入れる。有栖はほどなくして恩人である蜘蛛を殺すという試練を乗り越えたが、その蜘蛛の遺言に従い己の名前を捨てることを拒み「組織」への加入を拒否。それにより次々と差し向けられる「組織」の刺客から、自分の日常を守るために戦うことになる。

### キャタピラー -CATERPILLAR-
芋蟲を主人公とした外伝で、『アラクニド』の一年前の話。蟋蟖や蜘蛛などの見知ったキャラクターが複数登場する。
針蟻との闘いをきっかけに、謎の人物「鳳蝶」が主催する表向きはVIPが集うパーティー、裏では芋蟲だけを標的にした「害蟲駆除（ディスキャタピラー）」が開催され、過去の因縁から芋蟲はパートナーの華蟷螂とともにこのパーティーに参加すること決意する。

### ブラトデア -BLATTODEA-
軍隊蟻の女王であった倉本藍の殺害により、統制の取れなくなった日本の崩壊後を描く。日本中で「女王支配」による「姦染」が蔓延し、藤井有栖（アリス）は感染者を駆逐するため、蜚蠊（ゴキブリ）の家を抜け出した。ある日、隠れ家としていた地下シェルターが感染者に囲まれてしまい絶体絶命に陥るが、そこに華蟷螂（ハナカマキリ）が現れアリスを救出、「新しいボス」としてアリスを迎える。

## 登場人物

### 主要人物
藤井 有栖（ふじい ありす） / アリス
主人公。高校一年生。一年前に鬱病を患っていた母が自殺し、叔父の義雄に引き取られて2人で暮らしていた。生まれつき、一つの物事に没頭すると他のことに全く注意を向けられなくなる先天性集中力過剰 (CEC) を抱えていることが原因で周囲に気味悪がられ、いじめに遭い不登校に陥っていたが、叔父が殺し屋・蜘蛛に殺害された際に無我夢中で蜘蛛に抵抗し、殺し屋としての才能を見出されたことから蜘蛛に保護され、殺し屋としての道を歩むことになる。
当初は本質的には人を殺すことを拒絶しており、自身を虐げてきた田嶋頼子を亡き者にしようとした際には、精神的な負担で嘔吐してしまったほど。蜘蛛との戦いを経て名前を守るために生き、生きるために殺す覚悟を身に着けた後も、蜘蛛糸で拘束して溺死させたと思っていた水黽が生きていたことを知って死んでいなくて嬉しかったと伝えるなど、殺すことへの抵抗はぬぐえない様子を見せていた。
しかし巨針蟻との戦闘で窮地に陥る中で生前の母・綾那との記憶を思い出し、綾那の死から蜘蛛狩りで命を狙われるまでの一連の出来事に自身を標的とする「敵」の悪意が介在していることを確信してからは、逃げるだけでなく「『敵』を見つけ出して殺す」という覚悟を決めて戦いに臨むようになる。
『キャタピラー』では、最終回で芋蟲の回想という形で登場している。
蜘蛛糸（スレッド）
太さ5マイクロメートルの蜘蛛の糸19万本分を特殊なパターンで編み込んで作られた糸。微細な振動を感知するセンサーでありながら、1500度の熱と600キログラムの重量に耐える強靭さを併せ持つ。蜘蛛がアリスに与えたものは、柄のスイッチを押すことで端に糸が結ばれた刃が射出されるナイフ状だが、蜘蛛のは刃のない糸で主に絞殺用に使用していた。
この武器は間合いが広い殺傷武器になるだけでなく、彼女のCECと併用して壁の向こうの状況を振動で把握する、天井に刺したり配管に巻きつけたりして跳躍の足掛かりにする、糸を張り巡らして罠を張る、指先だけで糸を制御して自分の体を動かすなどの応用を会得している。
しかし使用中には相当の集中力を要し、たとえCECでも一瞬の集中力の途切れで刃が暴走する危険がある。また、水中での生活に適応した蜘蛛がいないように、糸は空気中での使用を前提としているため、水中では無力化してしまうという弱点がある。
気嚢蜘蛛糸（スレッドエアキャプチャー）
蜘蛛糸の水中では機能しないという弱点を補うための、超高密度で編み込まれた糸による簡易酸素ボトル。編み込まれた蜘蛛糸の結束を緩めることで球状の小さな空気袋を作り、ストロー状に変形させた糸を使ってその中の空気で呼吸することで、敵に気取られることなく水中での延命を可能とする。
蜘蛛糸傀儡（マリオネッタ・デ・ラーニョ）
相手をわざと動き回らせて、蜘蛛糸を絡ませ相手を捕縛する。巨針蟻との戦いで使用し、巨針蟻を自滅させて打ち破った。
集中力操作自在（CDF）
巨針蟻との戦いで発現した能力。自身の心拍数をコントロールすることで、自身の集中力を任意に高めることが出来る。
蜘蛛糸捕縛（スレッドバインド）
文字通り相手を捕縛する技。アリスが蜘蛛から教わった最初の技でもある。蜘蛛糸を相手の首に巻き付け宙づりにするシンプルな技だが、それ故に思考力を奪い確実に死に至らしめる残酷な処刑方法。蜘蛛はこの技を使い幾人もの人間を殺してきた。
蜘蛛糸締縛（スレッドストラング）
相手に巻き付けた糸に命令を与えてその部位を締める技。相手の首に巻き付けて命令を与えれば瞬時に糸が締まって頭部の血流を完全に遮断する。この技で女王蟻を絞殺した。
蜘蛛牙（ファング）
蜘蛛糸の糸の先端に付いている刃を対象に突き立てる技。この技を使用する時、使用者は全ての感覚を糸に委ねている状態であり、五感の情報全てを糸を媒介として認識することができる。
蜘蛛（クモ）
サングラスを着用した殺し屋の男。「組織」の命令で多額の借金を抱えていた義雄を殺害し、同じく殺害予定だったアリスも殺そうとした際、殺されまいと無我夢中で自分に立ち向かって来たアリスが自分と同じCECを抱えていることに気付く。そして自身が所属する「組織」のある人物を殺すという目的のためにアリスを殺し屋として育成することを決意し、ボスの命令に背きそのまま保護。アリスに蜘蛛糸の使い方を伝授し、殺し屋としての才能を開花させる。
アリスを保護して約2週間後に雀蜂を暗殺するとしてビルの屋上に呼び出すが、「自分より腕の立つ殺し屋になられては困る」と言い放ちアリスに殺意をもって対峙するが、アリスの張った罠によって自らが致命傷を負う。死ぬ間際に「殺してもらいたい人物」とは自分自身であったことをアリスに明かして止めを刺すように要求し、「何者にも名前を奪われず、自力で全てを絡め捕る蜘蛛として生きろ」という言葉を遺してアリスに頭を撃たれ死亡。アリスと出会う以前から、自分の人生を嫌悪し死にたいと願っており、自身を殺すに見合う資格のある者を探していた。
実は生前兜蟲に対して、自分に今まで振り込まれた組織からの報酬金全額を引き換えに、自身の死後にアリスのボディーガードを頼んでいた。
『キャタピラー』にも登場しており、雀蜂の代理を名乗る者から「井上美樹」の殺害依頼を受け、「害蟲駆除」に参加する。「蟲」OD5位。

### 組織
雀蜂（スズメバチ）
蜘蛛と同じ「組織」に所属するタトゥーの入ったスキンヘッドの大男。「組織」の連絡係を務めており、トップである「ボス」と呼ばれる人物と第三者の間を取り持つことが出来る唯一の人物。そのため組織内ではボスを凌ぐ最重要人物と評され、構成員である蜘蛛も「奴が死ねば事実上組織は崩壊する」と発言している。また、戦闘態勢のアリスが初めて彼と対峙した際に「闘っても全く勝てる気がしない」と判断したり、アリスの蜘蛛糸の制御を何の前触れもなく狂わせたりしたなど、彼自身の戦闘能力も相当高い。両手に雀蜂の針に似た仕込み針のブレスレット「雀蜂針（スティンガーヴェスパ）」を装備しており、戦闘・暗殺の際はこれを用いての刺突で仕留める。
その正体はアリスの実の父親であり、首から下げているロケットにはアリスとアリスの母親の写真が入っている。かつては脚長蜂（アシナガバチ）の名で活動しており、一般人としての名前は戸川 仁であった。15年前に先代の雀蜂である元外務大臣の丑縞雅史に呼び出され、雀蜂を継ぐことを要請される。承諾するか死かという状況で仮初でも承諾したところで丑縞が自殺し、それ以降ボスに支配されることとなった。ただし、ふとした切っ掛けで正気を取り戻してボスに悟られない範囲で妻子を支援することもあった模様。しかし、それに気づいていた「ボス」から、自身への忠誠を試すために、アリスの母親である藤井綾那とアリスを直に殺せと命令され、綾那を殺害するがアリスは見逃した。この時、せめて苦しまぬようにと蠍から借りた「致死蠍毒」を注入して殺害しており、このことが蠍が「自分が（アリスの）母親を殺した」と発言する所以になっている。
学校の屋上にて軍隊蟻を殺し「蜘蛛狩り」を終わらせたアリスと対峙し、蜘蛛糸を無効化する自身の能力でアリスを追い詰めるが、アリスの「蜘蛛牙」を喰らい敗北し、アリスにボスの正体を教えようとしたところをボスの命令を受けた銀蜻蜒に狙撃され殺害される。だがアリスが銀蜻蜒に狙撃されそうになった際に、自身の体を盾にするように遺体が反射的に起き上がるという予想外の行動が起き、アリスを救った。
アリスと同様に先天性集中力過剰を抱えており、アリスの蜘蛛糸の制御を狂わせたのもこれが理由である。さらには雀蜂針で蜘蛛糸をピンポイントに刺し貫き組成構造を破壊し、伝達機能を停止させるという離れ業も可能としている。
『キャタピラー』にも登場しており、芋蟲を「組織」へ引き込んだ張本人でもある。
銀蜻蜒（ギンヤンマ）
長い金髪とヘソ出しルックが特徴的な女性。スナイパー。ライフルの銃弾には自然条件の干渉を受けず、弾道を自動修正する機能を有した特殊な「翅」が付いた「蜻蜒断（ヤンマブリッド）」を用いる。物語序盤で遠方より蜘蛛の死亡を確認した後に彼を殺したアリスに照準を絞るが、雀蜂の指示で中断して撤退する。
物語終盤で再び登場、アリスに敗北した雀蜂を射殺し、「ボス」の命令によりアリスも射殺しようとするが、死んだはずの雀蜂の予想外の行動により阻害され、直後にアリスの放った最後の「蜘蛛牙」により右目から頭部を貫かれて死亡する。
蟷螂（カマキリ） / 鄭 萬軒（チョン マンテス）
アリスが最初に遭遇した殺し屋。ジッパーの付いたスーツを着た二十代のサラリーマン風の男性。「獲物に気付かれぬようゆっくり接近して狩るカマキリ」のように、普段は腰が低い演技をし、両腕に隠した蟷螂の前足に似た歪曲した巨大な刃「鎌（サイス）」で切り裂く殺害方法を得意としている。組織への加入を拒否したアリスを殺そうとするが、返り討ちに遭い殺害される。
『ブラトデア』では華蟷螂の回想内に登場し、樹肌蟷螂と同様茶立蟲に師事していたことが判明している。
屍出蟲（シデムシ）
ニット帽を被った初老の男。蟷螂の死亡直後に登場し、彼の遺体を回収した。アリスには殺意を向けなかったが、「組織に入らないなら（その所有物である）蜘蛛の家から出て行け」と警告のみ残して去っていった。
言動から証拠隠滅などの所謂「後始末」の担当者の様子。『キャタピラー』においては物語冒頭で部下らしき男と共に、芋蟲による仕事の後始末にかかっていた。
蠍（サソリ） / 砂原 沙織（すなはら さおり）
アリスが二番目に遭遇した、蠍の毒物を熟知した殺し屋で二十代の女性。しかし殺害手段は致死毒による毒殺ではなく、麻痺毒で無抵抗となった標的をメスや工具のような道具で惨殺するという手段を好むシリアルキラーである。これは彼女自身の「自由を奪われ体を切り刻まれた相手が、麻痺が解けると同時に上げる断末魔の叫びを録音する」という猟奇的な嗜好に起因している。また、その嗜好にはもっと大きい（強い）獲物を殺したいという衝動と殺害対象への愛情が深く関係しており、5歳のころには自分が大切に飼っていた仔猫を、そして12歳に成長してから同じく愛していた両親を惨殺したという過去を持つ。
「尾野 沙織」という偽名で学校の保健医に扮し、この手順でアリスを殺そうとするが、事態を知らない頼子が乱入したことで彼女を守るためにアリスが復活し、分が悪いと判断して撤退した。また、アリスと竈午の前に現れた時には部室棟の壁の一部を正体不明の攻撃で粉砕したり、百足に全く気付かれることなく彼の首筋に麻痺毒を注入したりと、彼女自身の実力は底の見えない部分が多い。
科学室にて頼子を「致死蠍毒」で殺害した後、アリスの母親は「致死蠍毒」で死んだと告白し、アリスから仇として認識される。アリスに戦いを挑み「毒の尾」で翻弄するも、最終的にアリスの「毒の尾」を上回るほどの集中力操作自在による反射回避と、蜘蛛狩りの始まる前にあらかじめ仕掛けた蜘蛛糸を用いた罠に掛かり形成が逆転。蜘蛛糸が絡まった「毒の尾」で止めを刺そうとするも逆に「蜘蛛糸捕縛」により宙づりにされ、最期は自らに「毒の尾」を刺し自殺した。
上述の通り、実際にはアリスの母親を殺してはおらず、雀蜂から事情を聞き、「致死蠍毒」を提供しただけだった。
『キャタピラー』にも登場しており、看護婦に扮して「害蟲駆除」に参加していた。「蟲」OD4位。自身の毒が効かない芋蟲に興味を抱き、自分の手で解体してやりたいと彼女に執心する。
『プラトデア』で再登場し、「毒の尾」を刺して自殺したと思われていたが実は「仮死蠍毒(アスフィクシアトキシンスコルピオ)」という毒で自らを仮死状態にし、血流が阻害されて脳に生じるダメージを最小限に抑えることで生存していた事が判明する。
神経蠍毒（ネウロトキシン・スコルピオ）
イエローファットテイルを始めとする、北アフリカ原産の強毒サソリ数種の毒を調合して作った黄色い混合毒液。神経細胞の活動電位の発生を持続させて、呼吸不全と筋肉の収縮を促して人体を急速に麻痺させる。死には至らず意識をハッキリと残したまま体は動かず声も出せない、調合した蠍曰く「絶妙のブレンド」とのこと。
また、蠍はこれ以外にも、投与した相手を即死させる赤い毒液「致死蠍毒（フェイタルトキシン・スコルピオ）」に、投与した相手を気絶させる青い毒液「昏倒蠍毒（スウィントキシン・スコルピオ）」と、神経蠍毒と合わせて三種類の「お友達」を所持しているが、前述の「人間を生きたまま苦痛を伴う形で解体する」という嗜好を満たすため、神経蠍毒を頻繁に使用しているようである。また、巨針蟻との戦闘時には黄色い毒液の特別版で、四肢のみを麻痺させる「肢神経蠍毒（グリートトキシン・スコルピオ）」を使用した。
櫛状枝（ベクチン）
半径三メートル以内の音の振動を全身で感じ取る特殊能力。範囲内であれば物陰に潜んだり死角から近付いたりしても心拍を聴き取り、敵の奇襲を事前に察知することが可能。
神経接続出力装置「毒の尾（ティロブ・プワゾン）」
蠍の脊髄神経系に直結されたマニピュレータで、似我蜂が開発した。装着者である蠍が身の危険を感じるよりも速く反応する性能を持つ。蠍曰く「最強の護衛（ガーディアン）」。百足に気づかれずに毒を注入できたのは、この「毒の尾」によるものと思われる。

蜚蠊（ゴキブリ）
アリスが三番目に遭遇した殺し屋。組織から沖 めぐみの名前と国籍を借りている。アリスと同じ高校の女生徒で、蜚蠊の触角に似たアホ毛を生やした目立たない女の子。「～ですわ」「～ですの」と上品な語尾で喋るが、実際にはえげつないことを考えるサディスト。持ち前の素早さと後述する「風読み（エアディテクション）」を用いたスピード・回避重視の戦法を得意とする。
頼子を拉致したと記したメモで誘いだし、彼女を人質にアリスを自分の奴隷にしようと画策する。しかし実はブラフ（偶々頼子が席を立っていただけで危害すら加えていない）であることが露見し、不安材料の無くなったアリスのCECと身体能力に自分の回避能力が追いつかず敗北。アリスは釘をさす程度の警告で逃がしたが、その強さや心意気に惹かれ、逆に自身がアリスの下僕となることを誓う。
「蜘蛛狩り」では序盤ではアリスと分断され、穴蜂の罠に嵌まり洗脳されるも兜蟲により救出される。その後はとにかくアリスの無事だけを考えて行動していた。頼子によってアリスが屋上から落とされた時には、消火栓のホースをロープ代わりに間一髪のところでアリスを救出した。その後、日本各地で発生する軍隊蟻の暴動から避難するために、自作の避難壕である「蜚蠊営巣（ゴキシェルター）」でアリスと共に避難していたが、アリスが出て行ってしまったため、兜蟲とともにアリスの行方を捜しながら「組織」の管理支部を目指す。
『キャタピラー』では、幼少期のころに育児放棄され、生死の淵を彷徨っていた際に体験した出来事から「風読み」の能力に目覚めたことが明らかとなっている。「果樹園」からの卒業試験として「害蟲駆除」に兜蟲と共に参加する。「蟲」OD34位。
『ブラトデア』では、雲雀丘刑務所の所長に就任している。
風読み（エアディテクション）
僅かな風の変化から相手の動きや罠を見抜く危険察知能力。その精度は高く、迂回して死角から飛んで来る蜘蛛糸の刃を視認せずに回避し、床に張り巡らされた蜘蛛糸のトラップを感知するといった芸当を可能にする。また、師匠である兜蟲の「生徒を気絶させることから始める」と言われる程に激しいシゴキにより、無意識下でも相手の攻撃を回避して反撃に転じるという離れ業も会得している。
膏流し（オイルピレーション）
体表から大量に油脂を分泌することで拘束から逃れる蜚蠊第二の能力。作中では、就寝前にアリスが蜚蠊の小指に結んだ蜘蛛糸を振動を鈍化させつつ外して、アリスに気付かれることなく布団を抜け出すことに成功した。また、兜蟲の下で受けた訓練により、窮地に陥った瞬間に自動で発動し、地面に油脂の目印を残していくことが出来るようになっている。
蜚蠊殺縄打（ゴキラリアット）
渾身のラリアットを放つ。
蜚蠊跳蹴撃（ゴキドロップ）
ただの跳び蹴りであるが、威力はそこそこ強い。勘違いして竈午に放った。
蜚蠊牙（ゴキファング）
『キャタピラー』で使用。ゴキブリ由来の雑菌を高濃度培養した腐敗毒が塗布された小型の双剣で、斬り付けられた相手は即座にショック状態に陥り、発熱と共に体力と免疫力が低下し、24時間後には敗血症で死に至る。

竈午（カマドウマ）
アリスが通う高校の周辺一帯を仕切る、いわゆる番長スタイルの男子生徒。学内での名前は藤岡 響（ふじおか ひびき）。対峙した標的に対して、昭和時代に放映された「可変ライダー」という特撮ヒーローに自らを見立てたセリフを告げる。鍛え上げた肉体をしており、中でも強靭な脚力が最大の長所。強大な破壊力を持つキック「直翅目蹴撃（ライダーキック）」を武器とし、跳躍力も強い。さらには、巨蟻針の毒を痩せ我慢で耐えるほどの強靭な精神力とタフさも有している。学内では一般の不良男子を何人も部下として従えている。
かつて、仕事を覚えさせられるために蜘蛛と共に行動したことがあり、その際に目の当たりにした蜘蛛の仕事ぶりから彼を崇拝し、やがては恋愛感情をも抱くようになる（その恋愛感情を人前では否定している）。そのため、蜘蛛を殺害したアリスを憎悪し復讐を誓っている。しかし、部室棟での一戦でアリスに対する態度は多少軟化しており、蜘蛛狩りではアリスを何度も助けている。
「蜘蛛狩り」後の消息は不明であったが、『ブラトデア』で生存が判明する。何らかの理由で雲雀丘刑務所に収監されており、囚人たちのまとめ役を務めている。数珠髭蟲を下したちゆりの前に現れ、当初は秩序を乱す存在とみなして正義の鉄槌を下そうとするが、ちゆりとの接触を経て彼女にアリスの面影を垣間見たことで正義か悪かを見定めるために行動を共にする。
真・直翅目蹴撃（しん・ライダーキック）
竈午の最強技。普段から履いている鉄板を仕込んだ靴や鉄下駄を脱ぎ、素足で放つ直翅目蹴撃。その威力は運転中の自動車を一撃で吹き飛ばすほど。
△直翅目蹴撃（トライアングルライダーキック）
蟋蟖戦で使用。蟋蟖のパンチを利用した「加速」と壁を蹴った時の「反動」、天井から落下する時の「重力」（に加えて「愛」と「正義」）を組み合わせて放つ直翅目蹴撃。
W直翅目蹴撃（ダブルライダーキック）
巨針蟻戦で使用。蟋蟖との「協力」と彼のパンチを利用した「加速」（に加えて「愛」と「正義」）を組み合わせて放つ合体技。

水黽（アメンボ）
アリスが通う高校の潜伏要員。学内では高沢 忍（たかざわ しのぶ）という名前で体育教師兼水泳部の顧問を務める。高額な報酬のためなら自分の教え子であろうと容赦なく手にかけるドライな一面も持つ。フィクション作品の忍者が使うような水蜘蛛を足に履いて水上を歩き、「水錘釵（バラストサイ）」と名付けた二股の槍で標的を水底に固定し溺死させる「水黽流・溺殺（キルドラウン）」を得意とする。本人曰く、「斬殺や銃殺よりも確実かつ優雅、古代より受け継がれし伝統的完全殺傷術」とのこと。水泳の補習という名目でアリスを呼び出し、得意の水上戦に持ち込むが、アリスの「気嚢蜘蛛糸」により殺し損ね、逆に自分が蜘蛛糸に拘束されて溺れる羽目となった。しかし、体内に空気を取り込み浮力を得る特殊能力「不沈艦（アンシンアブル）」によって何とか生き延び、芋蟲に助けられた。「蜘蛛狩り」後の消息は不明。
『キャタピラー』にも登場している。芋蟲と交友関係を持っていること、元ライフセーバーであったことが明らかとなっており、華蟷螂の機嫌を損ねてしまった芋蟲の相談に乗ったり、「害蟲駆除」では豪華客船「鳳蝶」の居場所を突き止めて芋蟲たちの船からの脱出の手助けをしていた。
不沈艦（アンシンアブル）
自身が溺れかけた時のための緊急避難能力で、体内に空気を取り込んで身体を膨張させることにより、浮き袋のように浮力を得ると同時に体内への浸水を防ぐ。

斑猫（ハンミョウ）
カラフルなモヒカン頭と間隔が離れた両目が特徴的な殺し屋。素肌にナミハンミョウと同じ柄のジャケットを羽織り、語尾に「ミョ〜」とつけてしゃべる。「大腮鋏（シザージョーズ）」と名付けた巨大な鋏を武器とし、標的の動きを止めたり分離して二丁の巨大なナイフとして使用したりする。潜伏して標的を観察してからの襲撃が基本的な戦術。瞬発力も高いが、それは戦闘のためでなく主に逃走のために発揮される。うつ伏せの状態から竈午の踵落としを察知し攻撃の瞬間に全力で逃走したが、出会い頭の蟋蟖の一撃で首を切断され死亡する。
蟋蟖（リオック）
浅黒い肌に、屈強な体をした大男。自分のコードネームである巨大肉食昆虫のリオックこそが特撮ヒーロー・可変ライダーのモデルであると称する。その闘い方は名前の元になったリオックを彷彿させるもので、巨大な体躯と圧倒的な膂力をもって相手をねじ伏せるというただの暴力であり、戦術と呼べるものではない。しかし裏拳の衝撃だけで斑猫の首を切断し、竈午を軽くあしらうなど戦闘力そのものはかなり高く、アリスが初めて遭遇した際（作品内で初登場した時点で）は、これまで会った殺し屋の中でも最強の部類と評される程。
竈午と真の「可変ライダー」の名を懸けた戦いを繰り広げ、圧倒的な力でほぼ一方的に追い詰めるも自身の攻撃の威力を利用した竈午の新必殺技「△直翅目蹴撃（トライアングルライダーキック）」と続けざまに放たれた蹴りの連撃の前に敗北する。その後、竈午に再戦を挑むもまたしても自分の攻撃を彼の技に利用された挙句巨針蟻に倒される。「蜘蛛狩り」後の消息は不明。
『キャタピラー』にも登場しており、当初は「鳳蝶」からの刺客として芋蟲の前に現れた。「蟲」OD21位。針蟻を倒した芋蟲を倒して手柄をあげようと戦いを挑むも敗北し、初めて自身を殴り合いで負かした彼女に惚れ込み「姐さん」と呼んで弟子入りを志願する。架空のヒーローである「可変ライダー」が実在すると思い込むなど、茶目っ気のある一面を見せている。
直翅目殴撃（ライダーパンチ）
『キャタピラー』で使用した蟋蟖の唯一の技。渾身のパンチを放つ。

軍隊蟻（グンタイアリ） / 黒川 沙羅（くろかわ さら） / 女王蟻監視兵（サベイランス）
右目を派手な柄の眼帯で隠した、アリスが通う翔蘭高校の生徒会長。四月に編入してきて五月に役員選挙に立候補、ダントツの人気で会長に就任したアイドル転校生でもある。「組織」のボスを名乗っており、実際に雀蜂とは連絡を取り合い彼に指示を出すことはあるものの、同じ組織に属してるはずの蜚蠊や蠍からは、組織の人間だと認識されていない。
相当なイベント好きと呼ばれており、生徒会長に就任した途端、学園祭の日程や部活の予算を増やし、生徒の制服改造や茶髪やメイクなども自由化するなどかなり型破りな活動を実施した。
実は本物の女王蟻ではなく、真の女王蟻である倉本藍の命令で軍隊蟻の女王を演じているだけであった。黒川沙羅は転校してきて友達のいない引っ込み思案の女子生徒だったが、学校を支配する上で倉本藍に目をつけられ、「女王支配」により「監視兵」としてアリスを監視する役を与えられていた。そのため彼女自身はただの一般人であり、黒川沙羅という名前も組織から与えられたものではなく本名である。右目の眼帯は「女王支配」による虹彩の変化を隠すために着けている。
倉本藍の死亡後は他の蟻と同様に、ただ動いているだけの生ける屍のような状態となった。
軍隊蟻（グンタイアリ）/ 倉本 藍（くらもと あい） / 女王蟻（クイーン・レグナント）
生徒会の執行部。眼鏡をかけたグラマーな女子生徒で、生徒会長である黒川沙羅に虐げられる気弱で不憫な少女を演じているが、本性はまさしく「女王」の一言に相応しい支配的な気性の持ち主であり、後述の経緯からこの世の全てに対して憎しみを抱いている。幼少の頃からその巨乳と抜群のプロポーションにより常に男達により身体を虐げられ、毎日学校では男友達や先輩に、外では見知らぬ大人に見境いなく犯され続け、ついには実の父親までもが彼女を犯すに至った。しかしその時に「女王支配」の能力が覚醒、父親は彼女が放った「今すぐ死んでよ」という怒りの声に応えて自ら首を折り命を絶った。これ以降、彼女と交わった者は彼女に隷属することになる。
アリスの境遇が自分と重なることから興味を抱き、生徒会執行部としてアリスと話すが、「自分と同じくこの世の全てを憎んでいる」という予想とは違いアリスが今の状況を幸せと感じていることに激しい憤りを感じ、ボスから指示されていた蜘蛛狩りを急遽開催することを決める。そして黒川沙羅を使い、多くの兵士を作り出してアリスを追い詰め、アリスを奴隷兵にするために彼女と性交を行おうとするも、アリスが巨針蟻との戦闘前に密かに自身に結び付けていた糸を通じて黒川との会話を聞かれていたため失敗に終わる。最期は兵士にアリスの殺害を命じた直後、アリスの命令により作動した糸により首を絞められ死亡した。 
女王支配（クイーンズルール）
自身の唾液を摂取した相手を、兵士として意のままに操る能力。兵士も交わることで兵士を作り出すことができ、連鎖的に兵士を生み出すことが可能。そのため、軍隊蟻の兵士は学校内で多くの女子生徒を無理やり犯していた。また軍隊蟻の女王である倉本藍自身が交わることで特殊な役を与えることができ、与えられた者は右目の虹彩が変化する。例としては黒川沙羅の「監視兵（サベイランス）」、アリスに就けるつもりだった「奴隷兵（ジャーリヤ）」など。女王蟻が死亡すると軍隊蟻たちは自我と統制を失い、見境なく周囲と性交を行おうとするようになる。

兜蟲（カブトムシ） / 兜斗 蘭（かぶと らん）
組織主催の蜘蛛狩りに参加する形で高校に潜伏した、ウェーブがかったショートボブの女性。ただし、ゲームに参加した理由はアリスを殺すためではなく、生前の蜘蛛からの依頼でアリスを護衛するためである。
蜚蠊に技を仕込んだ人物であり、「ゴキちゃん」の愛称で呼んでいる。女子生徒として学校に潜伏しているが、蜚蠊からは「無理な若作りで違和感アリアリ」と言われ、スピンオフ作品『キャタピラー』では20代前半の芋蟲を小娘呼ばわりしている。普段は天真爛漫に振る舞うが、自己中心的で非常に短気であり、ブチ切れると気性と口調が荒くなる。
小柄な身体に似合わない驚異的な怪力を発揮し、後述する「兜角（カブトホーン）」や「兜棘（カブトスパイク）」での力任せな攻撃を得意とする、典型的なパワータイプ。その破壊力はコンクリートの壁すら軽々と破壊してしまう。その力は、武器を持っていなくても厚いドアを蹴り壊し、さらには教室ごと床を崩壊させたこともある。自ら「最強」と称する圧倒的な強さを誇り、化学兵器で無力化しようとした穴蜂・似我蜂のコンビを一蹴し、自身の得意なカウンター狙いで仕留めようとする蟲専門の殺し屋である蝱に対しても、自らの手で有利な状況を作り出して一撃で撃破して見せた。「最強」の名に並ならぬこだわりを抱いており、自分以外に「最強」と名乗る者に対して勝負を挑み、打ち負かしている。
蜚蠊と合流した当初は「金にならない人助けなんてするはずがない」と、その目的の真意を疑われていたが、アリスの手によって死を迎える前の蜘蛛に呼び出され、今までの殺し屋の仕事で稼いできた報酬を全て兜蟲に譲渡するという条件で、アリスの護衛を依頼されていたことが判明する。ただし、単なる金目的だけで護衛を引き受けた訳ではなく、自身の強さへの信頼を示した蜘蛛との「約束」を守ろうと戦いに身を投じるという義理堅い一面も見せる。
学校での「蜘蛛狩り」の後、蜘蛛との約束から、防空壕から出ていったアリスの捜索と「組織」の管理支部を蜚蠊とともに目指している。
『キャタピラー』では、雀蜂の命令で「鳳蝶」の正体を探ると同時に蜚蠊の「果樹園」からの卒業試験の試験官として彼女と共に「害蟲駆除」に参加する。「蟲」OD未登録。
「果樹園」の教官を務めており、蜚蠊や姫鍬形ら「鍬形」四人衆は彼女の教え子に当たる。
生まれつき有していた驚異的な怪力故に人一倍好奇心が強く無邪気な少女であったが、4歳の時に重機を破壊したことがきっかけで両親に見放され、「果樹園」に入園した過去を持つ。
『ブラトデア』では、ハンバーガーショップで籠城生活を送っている。
兜角（カブトホーン）
十文字槍をベースとしたような形状の長柄武器。柄の部分は折り畳み可能で、普段は背中と服の間に隠し持っている。展開した時は刃の部分が横に開き、カブトムシの角の先端に酷似した形状へと変化する。この武器を高速で振り回して自身の周囲全てを「攻撃」で満たす「兜薙（カブトスライド）」が兜蟲最大の必殺技。本人曰く「間合いに入った奴は敵も味方も全殺し」。
兜鎧（カブトメイル）
肋骨で防ぎ切れない攻撃に対応した、心臓を直接覆う鋼鉄製の防具。蝱の暗黒剣で正確に心臓を突かれても、一度気絶しかけた程度で済ます程の防御力を持つ。『キャタピラー』では、心臓のみならず主要な臓器のほぼ全般まで覆っていることが明らかとなっている。
兜棘（カブトスパイク）
兜蟲が自身の右腕に仕込んだ3本の鈍く短い鋼鉄の棘。兜角が使えない時の予備の装備として使用し、日本刀による攻撃程度ならば無傷で弾き返す。また、己の怪力を乗せて渾身の一撃を叩き込めば、教室の床を崩落させるほどの威力も発揮する。
闘神角（ヘラクレス）
兜蟲の最強武器で兜角と違い1対1用の武器。二対の巨大な刃を備えた双頭剣で、開拓時代末期のアメリカ合衆国にてとある殺し屋が使用していた武器「鰐（アリゲーター）」を基に特殊な意匠を加えて製造された模造品である。兜蟲曰く「力任せにぶん回すだけ」だが、一振りで平鍬形を弾き飛ばすほどの絶大な力を誇る。さらに、刃を連結している柄を分離させることで、刃を折り曲げて相手を挟み切るといったギミックも仕掛けられている。武器が床にめり込んでしまう程の重量があり、蜚蠊1人では引きずる事すらままならなかった。『アラクニド』では名前のみしか登場しなかったが、『キャタピラー』の平鍬形戦で初登場した。

穴蜂（アナバチ）
小学生ほどの幼い外見の少年。似我蜂とチームを組んで行動しており実戦を担当。神経ガス「穴蜂神経毒（ベノムナーブ）」や「蜂毒出電波発生装置（ベノムウェーブジェネレータ）」を用いて、他者を肉体的・精神的に支配する手口を好む。蜚蠊を洗脳して頼子を科学教室に拉致するが、後を追ってきた兜蟲に倒された。
『ブラトデア』では、敗北後も生存していることが似我蜂の口から明らかとなっている。
蜂毒出電波発生装置（ベノムウェーブジェネレータ）
蜂の形をした小型の洗脳装置。「穴蜂針（ニードル）」を相手の脊髄に打ちこみ、特殊波形のマイクロ波を発生させて大脳前頭前皮質に浸透させることにより、意識と行動を完全に支配する。これにより、蜚蠊に穴蜂をアリスだと錯覚させ支配下に置いた。『キャタピラー』の時点ではまだ開発段階であった。

似我蜂（ジガバチ） / 藤本 泰臣（ふじもと やすおみ）
白衣を着た初老の男。穴蜂とチームを組んで行動しており開発を担当。「ズバリ」が口癖。「蜂毒出電波発生装置（ベノムウェーブジェネレータ）」をはじめとする様々な装置や神経ガスを開発した。拉致した頼子に電流を用いた人体実験を行おうと企んだが、乱入してきた兜蟲によって阻止される。「似我蜂神経毒（マッドナーブ）」で兜蟲の感覚を奪ったものの、間合いに入ったものすべてを破壊する彼女のデタラメな戦い方の前には通用せず、機材と一緒に教室の壁まで弾き飛ばされそのまま破壊された壁と共に転落した。
『キャタピラー』にも登場しており、船医に扮して「害蟲駆除」に参加していた。「蟲」OD10位。蠍からは「Dr.似我蜂（ドクトル・ジガバチ）」と呼ばれている。芋蟲の「適応性変異体」に興味を抱き、紬蟻と自身が開発した「似我蜂麻痺電波発生装置（パラシリスウェブジェネレータ）」を用いて捕獲した後解剖しようと目論むが、その直後に蠍の攻撃で昏睡させられ横取りされてしまう。
『ブラトデア』で再登場し、敗北後も螽斯に救われて生存していたことが判明している。
似我蜂麻痺電波発生装置（パラシリスウェブジェネレータ）
芋蟲捕獲用に開発した装置。相手の体に貼り付けた14個の磁気鋲を介して発する特殊な電波で特定部位の神経中枢を支配し、生きたまま相手の身体の動きを封じる。後にこの装置の原理を応用して蜂毒出電波発生装置を開発した。

螽蟖（キリギリス）/ 翠 音也（みどり おとなり）
男子生徒に扮した美青年。バイオリンで音楽を奏でながら「自由を愛し謳歌する者」を自称し、気配を完全に消した隠密行動を得意とする。既に死んでいるはずのアリスの父親を名乗る人物からの「蜘蛛狩りからアリスを逃がして欲しい」という依頼を受けて、独自の行動を取る。また雀蜂を前にしてもまったく動じない胆力がある。
武器はハニカム構造を有した特別製のシューズにより生み出される機動力と、腕に装着された小型暗器「藪螽刃（ヤブキリブレイド）」。
『ブラトデア』では回想で登場している。
百足（ムカデ）
蜘蛛狩りに参加した蟲の一人。女子トイレの天井裏に身を隠し、アリスが訪れるのをひたすら待ち続ける戦法をとっていた。女子生徒がトイレに入る度に天井から逆さ吊り状態で身を乗り出し、麻酔薬に浸した手袋で顔を覆い捕獲していたが、蜘蛛狩りの隠されたルールに気づいた蠍によって神経蠍毒を投与され、完全に身動きが取れなくなった所を『解体』される。
蝱（アブ）/ 待田 詩音（まちだ しおん）
ぼさぼさ頭に眼鏡の男性。蟲を専門に狩る蟲であり、兜蟲曰く「仲間殺しのド外道」。自身を最強と謳う。「殺しは最小限の力で」が信条で、人の意識の死角を突いた、刀によるカウンター技「暗黒剣（ブランド・ネロ）」を得意技とする。しかし、その技自体が弱点であり、相手が攻撃してこないと技を出せない「条件付きの最強」であることを兜蟲に看破され、教室の床ごとぶち抜かれ、最期は兜角により外へ吹っ飛ばされた。
『ブラトデア』で生存が判明。現在は鈎蟲の護衛を努めており、兜蟲に敗北したことをきっかけとして最強の認識を改めている。ちゆりと行動を共にする竈午を反逆者とみなし対峙するが、割って入ったちゆりの奇襲を受け瞬殺される。ちゆり曰く「相手と正対しつつも気配を殺し認知を歪ませてカウンターを取る「幻惑タイプ」で、脇からの奇襲に弱い」とのこと。
芋蟲（イモムシ）
スレンダーながら筋肉質の体をした長身の女性で、臍や肩を露出した格好をしており、死んだ姉の美香が持っていたヘアピンを付けている。スピンオフ作品『キャタピラー』の主人公。自分の力に自信を持つ蟋蟖からも一目置かれ「姐さん」と呼ばれている。表向きの名前は「井上美樹（いのうえみき）」。「狙った獲物以外を仕留めるのは秩序（ルール）違反」を信条としており、たとえ女子供や、一般人でも仕事での獲物と定めたら躊躇なく殺害するが、殺害の必要がなければ、暗殺の現場を見られても殺しは行わない。蜘蛛（ひいてはアリス）が罠と策を張り巡らして戦うのに対し、彼女はその場での柔軟な発想と、凄まじい馬鹿力で戦う。
私立翔蘭高校を訪れるものの本来の目的は雀蜂に会うことであり蜘蛛狩りに参加するつもりはなかったが、プールでアリスと偶然鉢合わせしたため戦うこととなる。しかし互いに必殺のタイミングで放った攻撃を紙一重で防がれる形で引き分けとなり、倉本と合流を急ぐアリスに対していい物を見せてもらったという理由で、「自分の身に及ぶどんな困難も原因は必ず自分にある」というアドバイスを贈りアリスが立ち去るのを見送った。
その後生徒会室に赴き、待ち受けていた雀蜂に対して自身の姉の死について問い質すも、雀蜂の命令を受けて現れた巨針蟻との戦闘で防戦一方となり、その際に雀蜂に戦闘中の隙を突かれ背後から雀蜂針による刺突を受けて敗北。その場で意識を失い倒れ伏して以降、その後の安否は不明であったが、『キャタピラー』で生存していることが明らかになった。
『キャタピラー』では彼女の過去とそこから起因する因縁について語られる。元の名前は「稲生美樹（いのうみき）」といい、血がつながっていない姉の「稲生美香（いのうみか）」と「紫陽花学園」という児童養護施設で暮らしていた。凶暴な性格は昔から健在で、小学校で数々の暴力事件を起こしていたが全ては姉の美香を守るためにしていたことである。しかし、ある日美香が職員に殺されているところを目撃し、怒りに任せて職員全員を殺害してしまう。このことが原因となり雀蜂に引き取られ、「芋蟲」として生きていくことになった。針蟻との闘いで死んだはずの姉・美香の名前が出たことから、謎の人物「鳳蝶」が主催するパーティーへと潜入する。
一千万人に一人の確率で生まれる「適応性変異体（アダプティブミュータント）」という特異体質を有しており、毒の類が一切効かず、蠍の昏倒蠍毒も通じなかった。だが、その体質故に麻酔も聞かないため、盲腸の手術をした時は麻酔抜きでやったという。
ボルトが仕込まれた特殊なブーツを用い、自身を地面に固定する「砲台固定（アンカーボルトキャタピラー）」によってあらゆる状態から自身の力を全力で発揮することができる。「砲台固定」から生み出される技は今のところ五通りあり、大きく仰け反り相手に頭突きを喰らわせる「重爆（キャノン）」、「重爆」と同じ体勢から拳を相手の顔面に喰らわす「重弾（ブリット）」、大きく仰け反った際に地面に肘打ちをすることで相手の方へ跳び、そのまま膝蹴りを喰らわせる「爆撃（ボム）」、拳を相手の顔面に喰らわせそのまま地面に叩き付ける「杭撃（パイル）」、寝ている状態から起き上がり背後に肘を振り下ろす「斧撃（トマホーク）」がある。
蚰蜒（ゲジ） / 葦田 喪喪子（あしだ ももこ）
参加した蟲の一人。蜚蠊が遭遇し戦うこととなった。蜚蠊を上回るスピードを持ち、強化繊維ニーソックスに工具などを詰めて作った武器「蚰蜒棍布」での攻撃で蜚蠊を追い詰めるが、無意識下でも動ける蜚蠊に翻弄され、また攻防を続けたことでスピードが落ちたところで反撃されて気絶させられ敗れた。その後意識を取り戻し、関節を外すことで捕縛から逃れた。偶然再会した蜚蠊と校舎からの脱出のため行動を共にするが、途中ではぐれてしまう。
「蜘蛛狩り」後の消息は不明であったが、『ブラトデア』で生存が判明する。雲雀丘刑務所の所員として再び蜚蠊と行動を共にしている。
巨針蟻（ディノポネラ）
蜘蛛狩りの最中に現れた少女。「ゲームそのものが壊されかねない」という理由で軍隊蟻からの招待状は受け取っていなかったが、雀蜂の手引きで蜘蛛狩りに参戦した。タイ北部でミャンマー軍に両親を殺され孤児となっていたところを針蟻に拾われ、娘として育てられた。その異常な生い立ちのため人間関係に関しての感性は一般的なそれとはかけ離れており、針蟻以外の人間は「自分が生きるための糧」「地を這う小虫程度の脆く儚い存在」としか見ておらず、蜘蛛狩りに参戦した理由も「自分と同じ位強い『友達』を探すため」である。アリスの回想内にて蜘蛛が最強の蟲と評価するほどの実力を持つ。南米原産のディノポネラの毒を塗布してある「巨蟻針（ディノスパイン）」を内蔵した手甲を装備しており、手甲に覆われた両腕での殴打および巨蟻針による刺突が主な攻撃手段。
集中力を任意に高めることが出来る「集中力操作自在 (CDF)」を利用した驚異的な回避能力を持ち、芋蟲や竈午・蟋蟖・兜蟲も圧倒、アリスとの戦いでも優位に立ち勝利する目前まで追い詰めた。しかし、母の死への回想を経て覚醒したアリスの前では「能力に依存して単調な戦術をとる恰好の獲物」に過ぎず、翻弄された末に自身の左脚に巨蟻針が刺さった状態で拘束され敗北する。その後一瞬の隙をついてアリスの捕縛を解いて逃走するが、偶然遭遇した蠍に「肢神経蠍毒」を投与され、身動きを封じられたままの状態で性欲に飢えた軍隊蟻達の真っ只中に投げ落とされ絶望を抱く様子が描写された。その後の消息は不明であったが、続編の『ブラトデア』ではメインキャラクターとして再登場し、「セツナ・ディノポネラ」という名前であることが述べられた。自分のCDFを正面から必殺技で破ったちゆりに惚れ込み、互いに「ちゆり」「せつなちゃん」と呼び合う友達として共に行動するようになる。
事故か故意か不明だが、自分に巨蟻針を刺したことで巨蟻針に含まれるディノポネラ由来の毒・ポネラトキシンと「軍隊蟻」由来の女王物質と結合・変異したことで軍隊蟻ウィルスの抗体へと変化したことで完全に「蟻」にならずに済んでいる。
とはいえ、それがいつまで続くか不明なうえに半分は「蟻」であるため、ちゆりの寝込みを襲うこともあるが、その都度返り討ちにされている様子。
撚翅（ネジレバネ）/田嶋頼子（たじま よりこ）
アリスのクラスメイト。アリスを苛めていたが、あることがきっかけで関係が改善し友達となる。正体は「組織」のボスであり、日本の歴史を裏側から操ってきた黒幕である。能力は、適性を持ち、かつ、雀蜂になる旨の発言をした人間を「雀蜂」にすることと、対象の脳から直接思考を読み取ることである。自身が当初苛めていたアリスとの関係が良好になったのも後者の能力によってアリスの思考を読み取り、アリスに好かれるような人間を演じていただけであった。また、芋蟲と同じ「適応性変異体」であるが、毒の耐性は芋蟲ほどではないため、毒が体に入ると仮死状態になることがある。そのため、蠍に刺された時、殺されたと思われていたが、仮死状態になり生き延びていた。
実年齢は百歳であり、大正時代に誕生するも、六歳で体の成長が止まってしまう。当時の診断で栄養不足による発育障害とされたため、両親が互いを責め合い夫婦関係が悪化し、虐待のような扱いを受けていた。しかし、ある時に撚翅としての能力を理解したことから、父親を「雀蜂」として支配し、その様子を恐れた母親に殺されかけるも、逆にそれを利用し両親を殺害した。その後は慎重に雀蜂となる人物を選定し、支配しては殺しの繰り返しで、時の最高権力者を「雀蜂」として支配下に置き、日本の最高権威として裏社会の頂点に立っていた。また、戸川仁の前に雀蜂であった丑縞雅史は、戦後の闇市で声を掛けられたときに出会った天涯孤独の少年であり、養子として引き取り新たなる雀蜂とした経緯がある。そしてこの時、丑縞が「面影が自分の母親に似ている」と言われたことから、その母親の名前である「頼子」を名乗り始めている。作中では明かされていないため、本名は不明。
目的としては、能力の衰退とともに体の成長が再開したことから、最後の「雀蜂」としてアリスを支配することであり、そのためにあらゆる刺客を送り、「蜘蛛狩り」を通して経験を積ませることで、「雀蜂」に相応しい人物にしようと画策していた。そして、「蜘蛛狩り」を生き残ったアリスと屋上で対峙し、自身の正体・生い立ちを話した上で、最後の雀蜂になって欲しいとお願いして、それを断られたため、銀蜻蜒にアリスの射殺を命令するが、銀蜻蜒がアリスに殺害されて失敗。糸を全て使い切り動けなくなったアリスを屋上から転落死させようとするが、屋上に来た兜蟲に吹き飛ばされ自身も転落。最期にアリスの思考を読み取り、自身もアリスのことが大好きだと満面の笑みで答え、地面に激突し死亡した。
『キャタピラー』では、軍服を着た彼女の写真が描かれている。

### その他
藤井 義雄（ふじい よしお）
アリスの叔父。母親を亡くしたアリスを養育費目当てで引き取るが、保護者としての責務は果たしておらず、不登校に陥っているアリスに日頃から暴力を振るっていた。しかし、闇金融から多額の借金をしていたことが原因で「組織」が放った殺し屋・蜘蛛に殺害される。
藤井 綾那（ふじい あやな）
アリスの母親。まだ脚長蜂であったころの雀蜂と付き合っておりアリスを出産したが、その雀蜂によって殺害された。
丑縞 雅史（うしじま まさし）
外務大臣。元々は天涯孤独の少年であったが、闇市で田嶋頼子と出会ったことがきっかけで雀蜂となり彼女と共に「組織」を設立する。その後、戸川仁に雀蜂の役割を引き継がせるために、仁が「雀蜂になる」と言った直後拳銃自殺した。

### キャタピラー -CATERPILLAR-の登場人物

#### 主要人物（キャタピラー -CATERPILLAR-）
芋蟲（イモムシ）
主人公。「蟲」OD11位。
詳細は上述の組織を参照。
華蟷螂（ハナカマキリ）
蛍蛾の後任にあたる芋蟲のパートナー。主に芋蟲の護衛と情報収集を行う。「蟲」OD32位。
一人称は「私」でゴスロリ調のフリフリドレスを着ており、顔も少女のようだが、性別は男である。蜘蛛や水黽はこれを性染色体異常、ひいてはクラインフェルター症候群によるものではないかと推測している。戦闘では両腕に装着された蟷螂の腕を象った大鎌を使って戦う。フリフリドレスは金属繊維が編み込まれた対刃・耐電性能を備えた防護服であると同時にこの鎌を隠す役割も担っている。泣きながらの命乞いなどで相手の油断を誘ってペースを乱した隙を狙い撃つ弱者を装った騙しの戦術を得意としており、自身を弱者と侮る自信過剰な相手との戦闘には効果を発揮する。
気難しい性格で、特に性別関連のことに触れると機嫌が悪くなり、その際は芋蟲や蟋蟖を伸してしまうほど強くなる。チャップチョップス「プリンアラモード&レッドベリー味」（芋蟲曰く「華蟷螂の機嫌を直す魔法のアメ」）を好物としており、これをあげると機嫌が良くなる。これを知って以来、芋蟲はこのアメを大量に常備している。
かつては椎原 梢（しいはら こずえ）と言う名の災害孤児であり、4歳まで施設で育ったところを老夫婦に引き取られ愛情深く育てられたが、10歳の頃に自宅に侵入してきた変質者により老夫婦が殺害されてしまう。その際に自ら変質者を返り討ちにし殺害するが、居場所を失ってしまったところを後の師である樹肌蟷螂に拾われて監禁され、殺し屋として育てられることを強いられ樹肌蟷螂の拷問同然のスパルタ教育を受ける中で殺し屋としての素養を身に付けた。
「害蟲駆除」後は芋蟲たちと共に豪華客船「鳳蝶」から脱出する。物語終盤に雀蜂の「新しい組織の王の補佐として姦染（パンデミック）を止めて欲しい」という頼みを聞き入れ、別れの手紙を残して芋蟲の元を去った。
『アラクニド』では、芋蟲の会話の中で名前のみ登場している。
千手観音蟷螂斬（サウザン・アヴァロ）
両腕の大鎌を使い、広範囲への連撃を繰り出す。狭所ではその威力を遺憾なく発揮する。

#### 蟲
蛍蛾（ホタルガ）
芋蟲の元パートナー。主に情報収集を担当しているが、閃光弾「蛍蛾閃光（フェイクフラッシュ）」による目くらましを利用した奇襲攻撃も得意とする。
仲間であろうと利用できるものは利用するドライな性格。謎の人物「鳳蝶」からの芋蟲暗殺依頼にも躊躇せず了承し、芋蟲を殺害しようとするが、右目を撃ち抜かれる形で返り討ちに遭う。
針蟻（パラポネラ）
元傭兵で巨針蟻の義父。「蟲」OD2位。
「組織」の中でも最も名の知れた殺し屋であり、雀蜂をも凌駕する戦闘能力や自身の気を損ねれば敵味方問わず殺戮する残虐さを併せ持つ狂戦士である。自身の人生の中で培ってきた戦闘経験により、銃弾の弾道の予測能力と銃弾を躱すように動く独特の歩法を身に付けており、さらに、右肘に仕込んだ「蟻毒針（ベネモススパイン）」や鉄板を仕込んだジャケット、拳銃、手榴弾、ナイフなど「全身武器」を自称するほどの豊富な武器を隠し持っている。
過去に第二次湾岸戦争でイラク軍兵士として参加していたが、その後も数多くの米兵を不当に殺害したことにより国連軍からテロリストとして国際指名手配を受け、タイ北部の密林に潜伏し盗賊紛いの生活を送っていた。その際にミャンマーで巨針蟻を拾い、自身の娘として育てた後、日本へ帰国し「組織」の一員となった。
物語冒頭で「鳳蝶」の手引きにより先回りして芋蟲の仕事場に現れて対峙し、圧倒的な戦闘力で芋蟲を追い詰めるが、激戦の末に左腕を失い眉間にナイフを突き刺されて敗北するも生存しており芋蟲との再戦を望む。「害蟲駆除」では失った左腕の代わりに剣を備えた義手を装着して参加し、蜘蛛と樹肌蟷螂を退けた後に再び芋蟲と対峙し、互いにボロボロになるほどの激闘を繰り広げた末、芋蟲に銃でとどめを刺す間際に立ったまま死亡した。
紫鯱（ムラサキシャチホコ）
「害蟲駆除」に参加していた蟲の一人。中性的な外見を持つ性別不明の小柄な殺し屋。「蟲」OD30位。
義手や義足、さらには偽物の肉体などを用いることで身長や体形、性別が異なる相手にすら化ける「鱗翅目擬態（スケイルバウダメイクアップ）」による奇襲攻撃を得意とする 。華蟷螂の前に芋蟲に化けて姿を現した後、華蟷螂を乱交部屋に誘導して媚香漬けとなった男性達に襲わせようとしたが、華蟷螂の策に嵌り攻撃を受ける。再び逃走した後今度は華蟷螂に化けて芋蟲達の前に現れ、直後に現れた本物の華蟷螂と自分の姿に芋蟲達が混乱した隙に乗じて芋蟲と華蟷螂を仕留めようとしたが、本物の華蟷螂が自身の股間を曝け出したことで正体が露見し、芋蟲に殴り飛ばされた。
象蟲（ゾウムシ）
「害蟲駆除」に参加していた蟲の一人。全身が漆黒の装甲で覆われた筋肉質の大男。「蟲」OD16位。
幼少期から「柔らかいもの」を握り潰すことを好み、「柔らかいもの」を増やすために自分自身の肉体を硬くしようとした過程で鍛え上げられた筋骨から繰り出される怪力と、全身を隙間なく覆い尽くすあらゆる物理攻撃を無効化する超硬性タングステン合金製の「外骨格装甲」を武器とする。華蟷螂を一方的に蹂躙し解体しようとしたが、駆け付けた蟋蟖の猛攻で甲板ごと吹き飛ばされ海へと転落した。
柒節（ナナフシ）
「害蟲駆除」に参加していた蟲の一人。知的な印象を持つ細身の女性。「蟲」OD15位。
生まれつき存在感が非常に希薄で、感情や気配を殺すことで周囲とほぼ完全に同化し姿を消す能力を持ち、その能力で相手を翻弄しつつアタッシュケース型の銃器による銃撃で奇襲する。幼少期からその影の薄さ故に周囲から無視され続けたことで極度に精神への負荷が溜まる日々が続いており、ついには帰宅時に「お帰り」の声が無かったことが理由で母親を殺害してしまうに至るが、自身の犯行が露見しなかったことで自らの特性を能力として認識するに至った。
冷徹なほどまで冷静沈着だが嗜虐的な側面もあり、当初は自身の能力で蟋蟖や華蟷螂を翻弄したが、華蟷螂の演技に嵌って感情を露わにしたことで位置を見破られてしまい敗北する。敗北後に華蟷螂と蟋蟖から尋問を受け、鳳蝶に関する情報を吐かされる。「害蟲駆除」後は、芋蟲たちと共に豪華客船「鳳蝶」から脱出するが、自身の能力のせいで水黽には存在を気付かれていなかった。
浮塵子（ウンカ）
「害蟲駆除」に参加していた蟲の一人。仕込み杖を突いた小柄な老人。「蟲」OD9位。
後述の経緯で「浮塵子義肢（ウンカギア）」と名付けた義足となった両脚と自身が得意とする跳躍を組み合わせることにより、スピードとバランスの二つの要素を併せ持つ「神の跳躍」を可能としており、銃弾を回避するほどの高速移動と強力なキックを武器とする。さらに、「浮塵子義肢」の駆動螺旋を最大限まで引き絞ることにより、弾丸に匹敵するスピード誇る跳躍攻撃「浮塵子弾（ウンカバレット）」を放つ。
かつては傭兵であったが、20年前にカブールへの侵攻作戦に参加した際に針蟻と手を組むも、針蟻の挑発に乗って地雷原へ誘導され両足を失ってしまう。それ以来自分を嵌めた針蟻に恨みを抱くが、芋蟲からは針蟻の卑劣さには同情されながらも、自身が弱かった故に針蟻から見限られただけと指摘されている。
20年前の屈辱を晴らそうと針蟻を倒した芋蟲に戦いを挑み、最初は得意の跳躍で芋蟲を翻弄するが、突進のスピードより速く後ろに飛び退くという方法で攻略され、最終的に止めの一撃を回避されたところへ「斧撃」を叩き込まれ敗北した。
樹肌蟷螂（キノハダカマキリ）
「害蟲駆除」に参加していた蟲の一人。右目に眼帯をつけた優雅な風貌の青年で、華蟷螂の元教官。「蟲」OD6位。他人を採点する癖があり、華蟷螂を殺し屋として育てていたときは、減点するたびにハリガネムシと呼ばれる器具を使い華蟷螂を拷問していた。
以前から自分と思考を共有できる「同種」である人間を探していたが、自分に寄り添おうとする人間がどれも自分と程遠い存在であることに飽いていた。しかし椎原梢という若くして美貌と殺人の才を持つ存在を知った事で同種を「創造ればいい」と気付き、「華蟷螂」として育成することを決めた。
力や戦法自体は弟子である華蟷螂と同程度であるが、スピードが並外れて優れており、針蟻と正面から切り結んだ際も彼をスピードで上回ってあと少しで倒せる所まで追い詰めていた。
『ブラトデア』では華蟷螂の回想内に登場し、「オスカル飯塚」という名前(偽名)である事が判明している。
蓬菜果蜂（イチジクコバチ）
「害蟲駆除」に参加していた蟲の一人。ドレスを纏ったグラマラスな女性。樹肌蟷螂と親しい。「蟲」OD14位。
非常に嗜虐的な性格で、過去に見ず知らずの男達に拉致され強姦される中、愛用のシャープペンシルで男の頭部を貫いて刺し殺した経験から、男性の体を貫くことを好む。屈曲自在な直径5mmの操作管の先端に毎秒10万回転する極小の鋼鉄ドリルが付属した「蓬菜果錐（フィグレット）」を鞭の如く操り、相手の肉体を貫通させて蜂の巣にする。蟋蟖を翻弄するが、彼の自らの身の危険すら厭わない闘争心の前に次第に押されていき、蓬菜果錐を破壊される。恐怖の余り戦意を喪失するが、招待状を差し出したことで見逃され、蟲を辞めることを考える。「害蟲駆除」後は、芋蟲たちと共に豪華客船「鳳蝶」から脱出する。
南京蟲（ナンキンムシ）
「組織」から派遣されたケア専門の蟲。表向きは南 京子（みなみ きょうこ）と名乗る。蟲たちの仕事前の集中力を高める役割を担っており、いかなる手練であっても快楽に溺れさせる房中術ならぬ「忘蟲術」を得意とする。
紬蟻（ツムギアリ）
似我蜂が兜蟲のDNAを基に生み出した三つ子の蟲。「蟲」OD33位。
小学生ほどの幼い少年の外見だが、超高密度筋繊維が生み出す規格外の膂力と超吸着掌握補助装置「紬掌（ウェイバーグラブ）」により驚異的なリフトアップ能力を備えており、大人の体をボールのように軽々と持ち上げ投げ飛ばすほどの怪力を有するほか、地面に叩きつけられても平然としているほどの頑強な肉体を持つ。小学生らしい幼く無邪気な性格だが、1つの物を奪い合うためにほぼ殺し合いレベルの取り合いをするほか、健康な女性の体を好み「お医者さんごっこ」と称して弄ぶ性癖を有する。「害蟲駆除」後、芋蟲との戦いで昏倒していた蠍と似我蜂を引き連れて芋蟲たちと共に豪華客船「鳳蝶」から脱出する。
『ブラトデア』で再登場し、蜚蠊と行動を共にしている。
姫鍬形（ヒメクワガタ）
「鍬形」四人衆（「スタッグ」カルテット）のリーダーである幼児体型の小柄な少女。
兜蟲の元教え子であるが、自身や仲間を虐げ、妹を殺した兜蟲に並ならぬ殺意を抱いている。「鳳蝶」の親友であり、兜蟲への復讐に加え「鳳蝶」との盟約である豪華客船「鳳蝶」破壊を遂行するために「害蟲駆除」に参加する。その外見に似合わず兜蟲の懐に潜り込んだり、禁句レベルの暴言を吐くほどの胆力と実力を持ち、左腕に仕込んだ「擬顎（フェイクジョーズ）」で打ち合いながら本来の左腕に隠し持った拳銃で至近距離から一発で仕留めるという対兜蟲に特化した武器と戦術を有する。「果樹園」に収容される前に両親から日常的に受けていた虐待の影響で「重度形質変異性多重人格障害」を患っており、別の人格が出現する際には性格だけでなく、肉体までもが変貌を遂げる。「害蟲駆除」後は、芋蟲たちと共に豪華客船「鳳蝶」から脱出する。
大鍬形（オオクワガタ）
姫鍬形の中に存在するもう一つの人格。姫鍬形の妹を自称する。姫鍬形を脅かす存在が現れた際に出現し、中学高校生程度の容姿に変貌を遂げる。
礼儀正しく温厚な性格で丁寧な口調で話し、兜蟲を凌駕するほどの怪力を有する。元々は姫鍬形が両親からの虐待に耐えるために生み出した仮初の人格であったが、両親の虐待がエスカレートして姫鍬形が死の淵に立たされた際に表面化し、両親を惨殺した。姫鍬形が「果樹園」に収容されていたころに一度だけ表面化して兜蟲の前に現れたことがあり、その際に兜蟲に自分の力を見せつけ、姫鍬形の虐待に手心を加えるよう紳士協定を結ばせた。それ以降自身との協定を守って姫鍬形の命を救ってくれた兜蟲に感謝しており、姫鍬形ら「鍬形」四人衆の中では唯一兜蟲に対する敵意を抱いていない。
その後、姫鍬形の心の成長と共に消失していき、姫鍬形からは死んだと認識されていたが、「害蟲駆除」で姫鍬形が兜蟲に追い詰められた際に再び姿を現した。
平鍬形（ヒラタクワガタ）
姫鍬形の中に存在するもう一つの人格。大鍬形と同様に姫鍬形の妹を自称する。大鍬形が意識を失うことで出現し、ナイスバディな成人女性の容姿に変貌を遂げる。
姫鍬形の人格の中でも最も凶暴かつ好戦的で自身の享楽のためなら仲間はおろか自身の危険すら厭わない戦闘狂であり、兜蟲を一方的に蹂躙するほどの大鍬形を凌駕する怪力と蜚蠊を上回るスピードを併せ持ち、その実力は兜蟲と蜚蠊に「今までで一番ヤバい」と言わしめるほど。クワガタの顎を模した二対の大剣を武器とする。
その絶大な力で兜蟲を窮地に追いやったが、彼女が「闘神角」を手にしたことで形勢が逆転し、右脚を切断されて敗北する。それでもなお兜蟲に挑もうとするも、意識を取り戻した大鍬形に押さえ込まれ、沈静化した。

深山鍬形（ミヤマクワガタ）
「鍬形」四人衆の一人である筋骨逞しい大男。
「筋肥大抑制遺伝子変異症」により異常発達した筋肉を持ち、兜蟲ですら外せないほどのクラッチで相手を押さえ込み、連続でバックドロップを喰らわせる「深山岩石落（ミヤマドロップ）」を得意とする。「筋肥大抑制遺伝子変異症」により発達し続ける筋肉の影響で自身の腕力に絶対的な自信を持っており、全てを力でねじ伏せられると自負していたが、過去に地元の暴走族の抗争に乱入して矯正施設へ収容された際に教官であった兜蟲にそのプライドを完全に打ち砕かれた挙句毎日のように虐げられるという屈辱を味わわされて以来、いつしか兜蟲に力で勝ることを誓い「害虫駆除」で兜蟲への復讐に挑む。「害蟲駆除」後は、芋蟲たちと共に豪華客船「鳳蝶」から脱出する。
鋸鍬形（ノコギリクワガタ）
「鍬形」四人衆の一人である小柄な少女。兜蟲に復讐するために「害蟲駆除」に参加する。「害蟲駆除」後は、芋蟲たちと共に豪華客船「鳳蝶」から脱出する。
根太鍬形（ネブトクワガタ）
「鍬形」四人衆の一人である虚ろな顔をしたかなりの肥満体型の巨漢。「ギッギッ」という奇声しか発しない。兜蟲に復讐するために「害蟲駆除」に参加する。「害蟲駆除」後は、芋蟲たちと共に豪華客船「鳳蝶」から脱出する。
鈎蟲（カギムシ）/岩峰 正一郎（いわみね しょういちろう）
サングラスとマフラーを身に付けた老人で、芋蟲の師匠。「蟲」OD3位。
表向きは「可変ライダー」の原作者である著名な漫画家「岩峰 正一郎」を名乗る。超然とした余裕に満ち溢れており、穏やかな物腰で接するが、「蟲」ODに恥じない筋金入りの戦闘力に加え、華蟷螂を感心させるほどの優れた情報収集力・状況把握力・作戦立案力も有する。全身の骨を「附節」のように自在に屈曲させることにより、軟体動物のような驚異的な柔軟力を発揮する能力を持ち、受けたダメージを体節で分散させて体外へ放出できるほか、全身の「附節」を限界まで弛緩させた後、同時発生的な加速度を加えることにより、雷光に匹敵する速度を伴う強力なパンチ「雷光拳（イナズマチェスト）」を放つ。
「組織」から芋蟲の殺害依頼を受けて「害蟲駆除」に参加するが、依頼内容に不審感を抱いて独自の調査を進めた結果、依頼の偽装を看破し、芋蟲に協力する。「害蟲駆除」後は、芋蟲たちと共に豪華客船「鳳蝶」から脱出する。
『ブラトデア』では、雲雀丘刑務所の局長に就任しており、数珠髭蟲を倒したちゆりと巨針蟻を「組織」の秩序を乱す存在とみなし抹殺を目論む。胡蝶の報告から巨針蟻が「姦染者」であったことを知り、巨針蟻の拘束及びちゆりの追放処分を決定する。
直翅目蹴撃（ライダーキック）
蟋蟖戦で使用。

棘葉蟲（トゲハムシ）
「鳳蝶」のいる部屋へ直通するエレベーターを警護していた蟲。「蟲」OD7位。
柒節以上に冷静沈着で身に纏う外套のようなものの下は全裸と大胆な格好をしているが、感情の昂ぶりや受けた衝撃に反応して全身の皮膚が棘状に硬質化するという特異体質を持ち、あらゆるものを貫く矛と大半の物理攻撃を防ぐ盾を備えた攻防一体の武器となる。鳳蝶の元へ向かう鈎蟲と蟋蟖の前に立ちはだかり、蟋蟖を退けるも自身の「棘」の発生速度を上回る鈎蟲の雷光拳に敗北し、鈎蟲と蟋蟖を鳳蝶の元へ案内するが、その途中で遭遇した筬蟲の不意討ちを受け倒される。「害蟲駆除」後は、芋蟲たちと共に豪華客船「鳳蝶」から脱出する。
筬蟲（オサムシ）/塚土筬（つかど おさむ）
「蟲」OD1位の男。ベレー帽と黒いスーツを身に付けており、顔の右側の亀裂のような傷跡と義手となった右腕が特徴。本来は鈎蟲以上の高齢だが、何らかのアンチエイジングを施したことにより、若かりしころとほぼ同様の姿をしている。
鈎蟲にとって暗殺と漫画の双方における師匠的存在であり、「組織」で暗殺者として働いていた傍、「塚土筬」というペンネームで漫画家として活動していた。傲岸不遜な性格で「全ての面において成長期にある」と自称するほどの自信家であり、40年もの間、蟲と漫画家の双方において頂点であり続けた実力者でもある。
国民的人気作品「鉄拳アトミック」の最終回の原稿を描き終えた後、忽然と消息を絶っていたが、「害蟲駆除」でエレベーターを降りた鈎蟲たちの前に姿を現す。蟋蟖と棘葉蟲を一蹴した後、鈎蟲との一騎打ちに臨み、相討ちとなる。その際に、鈎蟲によって体内原子炉の制御装置が破壊されたため、最期は船ごと爆発して死亡した。
消息を絶った理由は右腕の故障であり、「鉄拳アトミック」の最終回の原稿を描き終えたころには完全に動かなくなっていた。そして、ペンネームを変え、左腕で自分の漫画の二次創作を描いて売っていたところを鳳蝶にスカウトされた。
『ブラトデア』では回想内で再登場する。岩峰と同じく自身に師事していた松田零に対して、彼の自由な作風の中に存在する秩序を知りたがっていた。
原子拳（アトミックフィスト）
本人曰く「究極の創造兵器」「無限の表現媒体」。筬蟲本人の意思により様々な形状に自由自在に変形する特殊な金属『思考伝達金属（イマジンズメタル）』製の義手を変形させ、攻撃や防御を行う。
茶立蟲（チャタテムシ）
樹肌蟷螂の師匠的存在である和装の美女。表向きは京茶道教室の師範として活動している。
茶の作法に特殊な秘薬を組み込んだ「秘剛の術」により両性具有であり、樹肌蟷螂の依頼を受け華蟷螂に「秘剛の術」を授けようとする。

鳳蝶（アゲハ）/玖我山 亜貴穂（くがやま あきほ）
「組織」に属さない謎の蟲。秘密クラブ「AGEHA」を経営し、国内最大級の豪華客船「鳳蝶」を私有するなど「組織」に匹敵する経済力を有しており、「組織」を介さない独自のルートで他の蟲を呼び集めて「害蟲駆除」を開催した。樹肌蟷螂曰く「全てを籠絡する魔性」を持ち、針蟻すら飼い慣らすほどのカリスマ性を有する。
アゲハグループ会長の娘の玖我山亜貴穂を名乗っており、後述の柳亜貴穂と同一人物だと思われていた。
その正体は、芋蟲の姉の稲生美香で、彼女は施設で肉体的・ 精神的及び性的虐待を受け続けている時に亜貴穂の人格を生み出し、心の安定を保っていたが、その結果、虐待で生まれた憎悪を全て妹の芋蟲に向けてしまっている。そのため、「害蟲駆除」を発案したのは、亜貴穂ではなく美香である。
なお、本物の柳亜貴穂は逆上した芋蟲によって殺されている。
芋蟲が針蟻を気絶させた後に現れ、芋蟲を銃で殺害しようとするが、それは鳳蝶と自分の暴走を止め、同時に針蟻から芋蟲を守るための演技で、芋蟲に銃を向けながら恨み言を言っている最中に針蟻に剣で刺される。最期は芋蟲に「生き延びてくれてありがとう。私の髪留め使ってるのね。嬉しいわ。」と伝えて息を引き取った。
姫鍬形と同じく「重度形質変異性多重人格障害」を有しており、人格の交代とともに肉体が変化する。

#### その他（キャタピラー -CATERPILLAR-）
稲生 美香（いのう みか）
芋蟲の姉。出生不明の孤児で芋蟲とは血は繋がっていないが、実の姉妹のように深い絆で結ばれており、芋蟲が唯一心を許せる存在でもあった。
詳細は上述の鳳蝶を参照。
柳 亜貴穂（やなぎ あきほ）
紫陽華学園園長代理。歪んだ支配欲を持つ嗜虐的な女性で、芋蟲を矯正施設行きにしないことを条件に美香を自身の「犬」として弄んでいた。美香を弄んでいたことに激昂し暴走した芋蟲により他の職員諸共皆殺しにされた。
玖我山 瑠璃雄（くがやま るりお）
巨大複合企業体「アゲハグループ」の会長で、亜貴穂の父親。
その正体は、「組織」の一員で元「屍出蟲」。戦後に全てを失った自分に希望を与えてくれたボスに絶対的な忠誠を誓っており、自身の最期の責務を全うすべく「害蟲駆除」を開催した。
ヘラクレス 大谷（ヘラクレス おおたに）
「果樹園」の訓練教官で先代の「兜蟲」。日系アメリカ人。
元はレスラーであったが、ある試合で対戦相手を死に至らしめた際に自身の有り余る力を「弱者を殺すため神が与え給うたもの」と悟り、レスラーを辞めて「果樹園」の教官となった。表向きは温厚な性格で兜蟲から懐かれていたが、裏では使い物にならなくなった訓練生を殺して愉しんでいた。
福永 巴（ふくなが ともえ）
黒のショートヘアの普通の女子高生。
「組織」に強制で非合意に裏ポルノ配信サービスに出演させられ、配信を見ているリスナーに名前、学年、所属高校等を特定される。
バットで処女膜を破瓜されそうになったが「芋蟲」に救出される。
友紀（ゆき）
「果樹園」の訓練生で訓練生時代の兜蟲の同期。ヘラクレス大谷に殺される。

### ブラトデア -BLATTODEA-の登場人物

#### 主要人物（ブラトデア -BLATTODEA-）
輪紋蜚蠊（ワモンゴキブリ） / 這島 ちゆり（はいじま ちゆり）
主人公。ホームレス生活を送っている16歳の少女で、頭からゴキブリの触角のようなものが生えている。
幼い頃ネグレクトの末に児童養護施設に捨てられ、その児童養護施設でも虐待に会い、脱走したところをホームレスのリーダー格である松田に拾われてホームレス生活を送っている。そのため、戸籍を有していない。
巨針蟻と交戦になるが、巨針蟻のCDFも物ともせずに返り討ちにし、友達になった。
輪紋破壊拳（ワモンブレイク）
力の出し方を切り替えることで、芋蟲との力比べに押し勝つ程のパワーと巨針蟻のCDFでも見切れない程のスピードを発揮する。普段はホームレス生活で体力消費を抑えるために温存しており、専ら敵との戦闘時に用いる。
波動砲（ウェブカノン）
相手の不意を突いて至近距離まで接近し、両手を手首の部分で合わせる形で全力を込めて突きを放つ。松田曰く「逃げるための脚力を砲身に、隠れ潜むための感覚を照準に、飛び立つための羽動を波動に変え、相手の臓腑に叩き込み精神と身体を破壊する一撃必殺の衝撃波」。
輪紋超代謝（ワモンメタボリック）
泥水や廃棄食品などを摂取しても即座に異物を分解する事で体調の変化を防ぐ、ホームレス生活の中で鍛え上げられた消化系と代謝系による解毒能力。
巨針蟻（ディノポネラ）
ちゆりと行動を共にする元「組織」の一員の少女。
詳細は上述の組織を参照。

#### 組織（ブラトデア -BLATTODEA-）
鼈甲蜂（ベッコウバチ） / 辻 狩那（つじ かりな）
「組織」の「蟻」の研究施設に所属するアリスの母・綾那に瓜二つな女性。綾那のはとこにあたるが、彼女との面識はないとのこと。
アリスの蜘蛛糸を無効化させる「鼈甲撫（ベッコウストローク）」を操る。
数珠髭蟲（ジュズヒゲムシ） / 天仰（てんぎょう）
僧侶のような風貌をした厳つい外見の男性。慰安室に収監された女性たちを自身の能力で支配下に置いて侍らせていた。
異常なほどまでの性欲を生まれつき有しており、幼少期のころから数多くの性犯罪を犯してきたため、更生のために新興宗教団体に預けられた過去を持ち、そこで禁欲に徹した修行を続ける過程で自身の性欲を特殊なフェロモンを含んだ体液に変換して体外に排出する能力を会得した。
慰安室に送り込まれたちゆりと巨針蟻も毒牙にかけようと目論むが、ちゆりには自身の能力の効果が現れず、そのままタコ殴りにされた。
数珠髭浄土（ジュズヒゲハーレム）
自身の体液を摂取した女性の性欲を高め支配下に置く。一度摂取すると半日は効果が持続するが、ちゆりには輪紋超代謝によって無効化されてしまった。
葉切蟻（ハキリアリ） / 黒鉄 切葉（くろがね きりは）
鈎蟲の護衛。鋭角的な意匠のドレスを纏った女性。冷静沈着で洞察力に優れる。ドレスの襟元にはリボンのようにしなやかなマグネシウム合金製の「鎂絹(マグネシウムリボン)」が無数に仕込まれており、葉切蟻の意思に応じて変形し、攻防一体の武器となる。
日避蟲（ヒヨケムシ） / 風真呂 利絵 （かざまろ りえ）
鈎蟲の護衛。陰陽師風の和装を纏う中世的な小柄な少年。無邪気な性格だが「社会的弱者に生きる資格はない」という差別的な思考を持つ。その正体は「組織」の研究により兜蟲の筋力機構と蚰蜒の心肺機能を併せ持たせて生み出された遺伝子人造人間であり、芋虫や紬蟻に匹敵する怪力とちゆりに気付かれることなく背後を取れるほどの俊敏さを有する。
天道蟲と交戦していたちゆりの隙をついて背後から拘束し、ちゆりに侮蔑の言葉を浴びせながら「日避壊」を食らわすが、ちゆりが背骨を鳴らした音を誤認した隙を突かれて拘束から逃れられ、「波動砲」を受ける。
日避壊（キャメルクラッシュ）
両腕に装着したヒヨケムシの顎を模したアームを用いて万力に匹敵する怪力で相手を拘束しつつ背骨を粉砕し殺害する。
蛇蜻蛉（ヘビトンボ） / ヴィトン 孫太郎（ヴィトン まごたろう）
鈎蟲の護衛。腕の刺青が特徴な肥満体型の巨漢。フランス人のハーフ。「暴力的(バイオレンス)だろぉ？」が口癖で、自身の暴力衝動を満たすためなら身内を蹂躙することすら厭わない非常に嗜虐的で粗暴な性格だが、巨針蟻から「中身が子供のおっさん」と言われるほど精神面や口調は幼い。素手でコンクリートの壁を破壊できるほどの怪力による力任せの攻撃で暴れまわる。
小学生時代に小学生らしからぬ屈強な体格と暴力性を活かして暴力グループ「河百足」を結成し、当時通っていた小学校で暴虐の限りを尽くしていたが、ある時突然グループの幹部全員を自ら撲殺して壊滅させた過去を持つ。
竈午と一触即発の状態となるが、狂暴化した巨針蟻の巨蟻針の一撃を右脚に受け、悶絶する。
天道蟲（テントウムシ） / 星 七美（ほし ななみ）
鈎蟲の護衛。水玉模様のドレスが特徴なお嬢様風の女性。相手を小馬鹿にするような話し方をする。水玉模様が描かれた超収納構造の鋼鉄製のパラソル「赤壁（レッドクリフ）」を携行しており、ちゆりの拳の連撃を受けても傷一つつかないほどの優れた防御力を誇る。
ちゆりをおちょくりながら「赤壁」で翻弄するも連撃による衝撃までは防ぎきれずに「赤壁」を吹き飛ばされ窮地に陥るが、ちゆりが日避蟲に拘束されたことで難を逃れる。
胡蝶（コチョウ） / 早乙女 鱗（さおとめ りん）
鈎蟲の護衛。和服とセーラー服を合わせたような身軽で袖長の衣服を纏う礼儀正しくおしとやかな女性で、護衛の中でも最強と称される実力者。室町時代に暗躍した忍の一族の末裔。誰とも馴れ合わない孤高の存在であり、自身の強さに見惚れ、友達になって欲しいと懇願した巨針蟻を拒絶した。
巨針蟻の「集中力操作自在」に対応できるほど先読みの力に長けており、相手の攻撃を紙一重で回避したり、相手の回避先に手裏剣を投げて奇襲するといった攻守ともに隙のない戦術で翻弄する。纏う衣服は蝶の鱗粉を特殊な技法で練り込ませた繊維で構成されている。
鱗翅刃（りんしじん）
衣服の袖に「化粧」を施すことで鉄を切断できるほどの鋭利な刃に変形させ、相手を切り裂く。
女王（クイーン） / セレナ・セルバンテス
「組織」の頂点に君臨する謎の女性。
挙尾虫（シリアゲムシ） / ピルノ・フラスコ
女王の部下。語尾に「にゃあ」と付けて話すボサボサ髪と左目のメイクが特徴な女性。反乱分子を一掃するために雲雀丘刑務所に爆撃を提案するなど過激な性格。ペロペロキャンディーが大好物。

#### その他（ブラトデア -BLATTODEA-）
大和蜚蠊（ヤマトゴキブリ） / 松田 大和（まつだ やまと）
ちゆりが暮らす公園に集まるホームレスのリーダー格。66歳。
かつては『時空戦艦武蔵』など自由な作風を持ち味とした漫画家・松田零であったが、実は「組織」の殺し屋であり、ちゆりが脱走した児童養護施設は「組織」の育成機関「果樹園」であった。
つまり、ちゆりは組織の施設から脱走したつもりで実はずっと組織の監視下にあったのである。
漫画家時代は筬蟲こと塚土筬に師事し、鈎蟲こと岩峯は兄弟子に当たる。
「蟻」との戦いで深手を負ったために、「姦染」を止める鍵は巨針蟻にあるとして、有栖に引き渡すことを目的にちゆりと巨針蟻を逃がした。
白嶺 誠（しらね まこと）
雲雀丘刑務所慰安室室長。グラマラスな体型を持つ温厚な印象の女性。
居住区に住む家族を守るために数珠髭蟲の支配下に置かれていたが、内心では抵抗できずに従い続けていた自分を恥じている。

## 用語
「組織」
家族単位で人を殺し、その戸籍・国籍を売り捌くことを生業とする集団。「組織」に抹殺された者は戸籍上は生きていることになるが、殺された本人の存在を臭わせる物はすべて抹消されるため、殺された人間の死は公にされることはない。
「組織」に所属する者はみな自然と節足動物（蟲）の名を冠するコードネームで呼び合っており、その蟲の性質に合わせた特殊な能力や技術を有する。名前を捨てて戸籍を差し出すことが「組織」に加入する方法であるため、「組織」の一員は名前や戸籍を持っていない。また、一般人を装う際には通常の人名を名乗っているが、あくまで「組織」からの借り物で本名ではない。
なお作中では「組織」と呼称されているのみであり、その全貌は明らかにされていない。「組織」の正式名称に至ってはあるのかどうか疑わしく、その一員である屍出蟲によると「その存在を証明できないから、名前の無いただの「組織」と呼ばれている」とのこと。

### アラクニド
先天性集中力過剰（Congential Excessive Concentration）
先天的な脳障害により、一つの事象に対する集中力が異常に高まり、日常生活に必要な最低限の思考や行動が阻害される架空の精神疾患。集中力の異常な増大により、1つの事象に対する認知・判断・選択・精査が過度に行われ、処理能力を大幅に上回る情報量に飲み込まれた状態となる。主に何かを注視する際に発症しやすく、一度発症すると周囲で何が起きようとも気が付かなくなる。
周囲からは注意力散漫もしくは意図的な無視と誤解されやすく、人間関係にまで悪影響を及ぼす厄介な疾患だが、逆に最大限に有効活用できれば、如何なる学問や技術ですら常人を凌駕する速度と精度で習得できる驚異的な能力にもなりうる。
藤井アリス、蜘蛛、雀蜂が該当する。
蜘蛛狩り
「組織」のボスの命令で女王蟻が主催した、アリスの抹殺を目的としたデスゲーム。詳細なルールは以下の通り。
1. 藤井アリスを殺害した者に、「アリスが殺害した蟲の人数×一億」の懸賞金を与える。
2. 殺害する場所は、アリスの通う私立翔蘭高校の敷地内でなくてはならない。
3. ゲームの開始日時は5月29日午後3時。アリスが高校の敷地から出た場合はその時点でゲーム終了。

ただし、「ゲームの開催中にアリスとは無関係に死亡した蟲の人数もカウントされる」という裏ルールも存在し、このため最終的な賞金を釣り上げる目的で、アリスを狙う過程での他の蟲同士の殺し合いも生じ得るようなルール設計となっている。この裏ルールに関して蠍は「アリスは単なる餌で、増え過ぎた蟲を弱い奴から整理したいだけ」との推測を立てている。また、いくら蜘蛛の技を継承しているとはいえ、たった1人の少女を殺すのに賞金や日時を指定するなど、制裁や報復の類ではなくまるでゲームであるこの「イベント」に対して不審を抱く蟲もいた。
しかしその真の目的は、組織の本当の存在意義と深く関わりがあった。

### キャタピラー（用語）
適応性変異体(アダプティブミュータント)
一千万人に一人の割合で生まれるとされる、毒や薬が一切効かない、芋蟲の持つ特異体質。本人曰く今まで風邪をひいたことが無く、盲腸の手術も麻酔無しで行ったため「地獄だった」とのこと。強力な毒であっても効果は出るが少しの時間で回復し、実際針蟻の「蟻毒針」や蠍の「昏倒蠍毒」、蜚蠊の「蜚蠊牙」を食らった直後は強く苦しんだり眠ったりしていたが直ぐに復活していた。
害蟲駆除（ディスキャタピラー）
「鳳蝶」が主催する、豪華客船「鳳蝶」内を舞台として行われるクルージングパーティー兼蟲のバトルロワイアル。表向きは秘密クラブ「AGEHA」のVIPたちが蟲たちの命を懸けて楽しむ悪趣味なギャンブルだが、その真の目的は「組織」にとって邪魔な蟲や人間たちの抹殺、および真の発案者である美香の芋蟲に対する大規模な復讐計画である。
参加する蟲は全員「鳳蝶」から贈られた蝶のマークが施された黒い封書を所持している。その中には招待状と美香が芋蟲を迷走させる目的で用意した「美香が死亡した後の日付の入った、美香と瑠璃雄の2人が写った写真の切れ端」が一つずつ入っており、全ての封書を集めて繋ぎ合わせることで完成する仕組みとなっている。
「蟲」OD（「エントマ」オーダー）
「害蟲駆除」に参加する蟲の格付け。その序列は「その蟲が今までに殺害した人間の数」によって定められており、順位が高いほど殺し屋としての経歴が高いことを意味するが、戦闘における優劣は実際に戦ってみなければ分からず、上位の蟲が下位の蟲に敗れることも十分にありうる。
果樹園（ポマリオ）
世界各国に存在する「組織」が暗殺者の素質を有する子供たちを集めて英才教育を施すための養成所。「組織」によって社会から完全に隔離された閉鎖空間と化しているため、何が行われようとも咎められることはない。そのため内部では虐待同然の指導や訓練が行われており、中にはそれらに耐え切れずに命を落としたり、負傷によって廃棄されてしまう子供たちもいる。
重度形質変異性多重人格障害
人格の交代と共に顔や肉体までもが変化する架空の精神疾患。
性格の異なる人格同士の対立による精神バランスの崩壊の危険性を有するが、人格同士の「共通項」を軸として対話を重ねることで制御できるようになる。
鳳蝶、姫鍬形が該当する。

### ブラトデア（用語）
蟻(アント)
「女王支配」の力によって兵士と成り果てた感染者たち。正式名称は「エシトンウィルス感染者」だが、蟻のように集団で獲物に群がる習性から「蟻」と呼称されている。
生命力が著しく強化されており、大脳を破壊されない限り頭部切断などの常人では致命傷となる損傷を負っても生命活動を続行できるが、女王蟻（倉本藍）の死により自我や知性を喪失し、非感染者に襲い掛かる生ける屍同然の存在となっている。
「蜘蛛狩り」後に校外に解き放たれた兵士たちによって引き起こされた「姦染」により日本全国に大量発生した。

## 書誌情報
- 原作：村田真哉、作画：いふじシンセン『アラクニド』スクウェア・エニックス〈ガンガンコミックスJOKER〉、全14巻
  1. 2010年7月22日発売、ISBN 978-4-7575-2943-4
  2. 2010年10月22日発売、ISBN 978-4-7575-3035-5
  3. 2011年3月22日発売、ISBN 978-4-7575-3170-3
  4. 2011年8月22日発売、ISBN 978-4-7575-3339-4
  5. 2012年2月22日発売、ISBN 978-4-7575-3508-4
  6. 2012年8月22日発売、ISBN 978-4-7575-3696-8
  7. 2012年11月22日発売、ISBN 978-4-7575-3795-8
  8. 2013年3月22日発売、ISBN 978-4-7575-3904-4
  9. 2013年8月22日発売、ISBN 978-4-7575-4040-8
  10. 2014年3月22日発売、ISBN 978-4-7575-4254-9
  11. 2014年8月22日発売、ISBN 978-4-7575-4394-2
  12. 2015年2月21日発売、ISBN 978-4-7575-4577-9
  13. 2015年9月19日発売、ISBN 978-4-7575-4740-7
  14. 2016年2月22日発売、ISBN 978-4-7575-4887-9
- 原作：村田真哉、作画：匣咲いすか→速水時貞『キャタピラー』スクウェア・エニックス〈ヤングガンガンコミックス〉、全11巻
  1. 2012年8月22日発売、ISBN 978-4-7575-3697-5
  2. 2013年3月22日発売、ISBN 978-4-7575-3918-1
  3. 2013年8月22日発売、ISBN 978-4-7575-4015-6
  4. 2014年8月22日発売、ISBN 978-4-7575-4397-3
  5. 2015年2月21日発売、ISBN 978-4-7575-4578-6
  6. 2015年7月25日発売、ISBN 978-4-7575-4697-4
  7. 2016年2月22日発売、ISBN 978-4-7575-4888-6
  8. 2016年8月25日発売、ISBN 978-4-7575-5086-5
  9. 2017年3月25日発売、ISBN 978-4-7575-5286-9
  10. 2018年1月25日発売、ISBN 978-4-7575-5602-7
  11. 2018年6月25日発売、ISBN 978-4-7575-5762-8
- 原作：村田真哉、作画：速水時貞『ブラトデア』スクウェア・エニックス〈ガンガンコミックスJOKER〉、既刊7巻（2024年11月21日現在）
  1. 2020年7月21日発売、ISBN 978-4-7575-6760-3
  2. 2021年1月22日発売、ISBN 978-4-7575-7045-0
  3. 2021年10月21日発売、ISBN 978-4-7575-7536-3
  4. 2022年6月22日発売、ISBN 978-4-7575-7977-4
  5. 2022年12月21日発売、ISBN 978-4-7575-8314-6
  6. 2023年10月20日発売、ISBN 978-4-7575-8867-7
  7. 2024年11月21日発売、ISBN 978-4-7575-9523-1